# 狮冈胜揽宅
狮冈胜揽宅位于中国江西省景德镇市浮梁县瑶里镇，建于清末，为瓷茶商人吴佣舟的私宅。

## 建筑
狮冈胜揽宅正立面为中式徽派建筑与西洋巴洛克风格的结合，题字“狮冈胜揽”、“物华天宝”、“人杰地灵”。内部雕刻精美，题材取自四大名著 。

## 保护
2018年3月9日，狮冈胜揽宅公布为第六批江西省文物保护单位，编号6-3-167。